# Siân Grigg
Siân Grigg (* 2. April 1969) ist eine britische Maskenbildnerin, die in Cardiff lebt.

## Leben
Grigg tritt seit 1992 im Filmgeschäft in Erscheinung und war bislang an mehr als 40 Produktionen beteiligt. Bekannt wurde sie durch ihre Arbeit an Filmen wie Der Soldat James Ryan (1998), Aviator (2004), Departed – Unter Feinden (2006), Inception (2010) und Django Unchained (2012). Für ihre Arbeit an The Revenant – Der Rückkehrer wurde sie zusammen mit Duncan Jarman und Robert Pandini bei der Oscarverleihung 2016 in der Kategorie Bestes Make-up und beste Frisuren nominiert. Zuvor waren die drei dafür bereits bei den BAFTA Awards für die beste Maske nominiert worden.

## Auszeichnungen
Oscar
- 2016: Nominierung – Bestes Make-up und beste Frisuren für The Revenant – Der Rückkehrer, gemeinsam mit Duncan Jarman und Robert Pandini

British Academy Film Award
- 2005: Nominierung – Beste Maske für Aviator, gemeinsam mit Morag Ross und Kathryn Blondell
- 2016: Nominierung – Beste Maske für The Revenant – Der Rückkehrer, gemeinsam mit Duncan Jarman und Robert Pandini